# Leiobunum speciosum
Leiobunum speciosum is een hooiwagen uit de familie Sclerosomatidae.